# Neoliochthonius piluliferus
Neoliochthonius piluliferus är en kvalsterart som först beskrevs av Forsslund 1942.  Neoliochthonius piluliferus ingår i släktet Neoliochthonius och familjen Brachychthoniidae. Inga underarter finns listade i Catalogue of Life.